# Conversie (e-commerce)
Conversie binnen de e-commerce is de omzetting van bezoek aan een website naar een bepaald conversiedoel, doorgaans uitgedrukt als een percentage van de sitebezoekers dat overgaat tot het conversiedoel. Het gaat meestal om een bestelling of betaling, maar kan ook een aanmelding voor een nieuwsbrief of registratie als gebruiker betreffen.
Optimalisatie van conversie wordt steeds belangrijker, nu er niet alleen meer concurrentie tussen de websites is, maar ook websites steeds meer betalen en ondernemen moeten (bijvoorbeeld SEO) om nog überhaupt in de zoekmachines naar boven te komen. Het aantal bezoekers dat uiteindelijk op de website terechtkomt, is niet alleen nog belangrijk, maar ook het totaal aantal bezoekers dat daadwerkelijk het conversiedoel bereikt. Kortom: conversieoptimalisatie is erop gericht een maximaal rendement te behalen uit bezoekers. 
Er zijn verschillende strategieën om de conversie op de website zelf te controleren:
1. websitebezoekers zo snel mogelijk (ver)leiden en aansporen (tot) naar het doen van een aankoop / conversie
2. psychologische stappen in een website inbouwen (verkoopstrategieën)
3. aanpassen van de opmaak van een website
4. een duidelijke call-to-action plaatsen
5. aanpassen van het gebruiksgemak van een website
6. snelheid van de website verhogen

Behalve de website is ook de service van de organisatie bepalend voor de conversie:
1. de klantenservice
2. de logistiek (verzendsnelheid, verpakking, extra services)
3. de prijs-kwaliteitverhouding
4. de duidelijkheid van bijvoorbeeld de totaalprijs (verzendkosten op het laatst toevoegen of juist meteen?)

In de praktijk wordt met conversie vooral op de website zelf gedoeld. Aanpassingen vinden plaats als een continu proces, waarbij regelmatig wordt gecontroleerd of de website nog te verbeteren is. Dit wordt door nauwkeurige analyses en aan de hand van verschillende theorieën gedaan, of er wordt gebruikgemaakt van de 'best practise'-aanpak. 
Een voorbeeld van 'best practice'-testen is A/B-testen. Hierbij krijgt de ene helft van de bezoekers de ene website te zien, en de andere helft de andere. Deze versies verschillen op een of meer punten van elkaar, waardoor de analist kan controleren of een bepaalde wijziging een positieve of negatieve invloed heeft op de conversie.